# Heterosoma guérini
Heterosoma guérini är en skalbaggsart som beskrevs av John Obadiah Westwood 1842. Heterosoma guérini ingår i släktet Heterosoma och familjen Cetoniidae. Inga underarter finns listade i Catalogue of Life.